# Rač yzopem mě pokropit

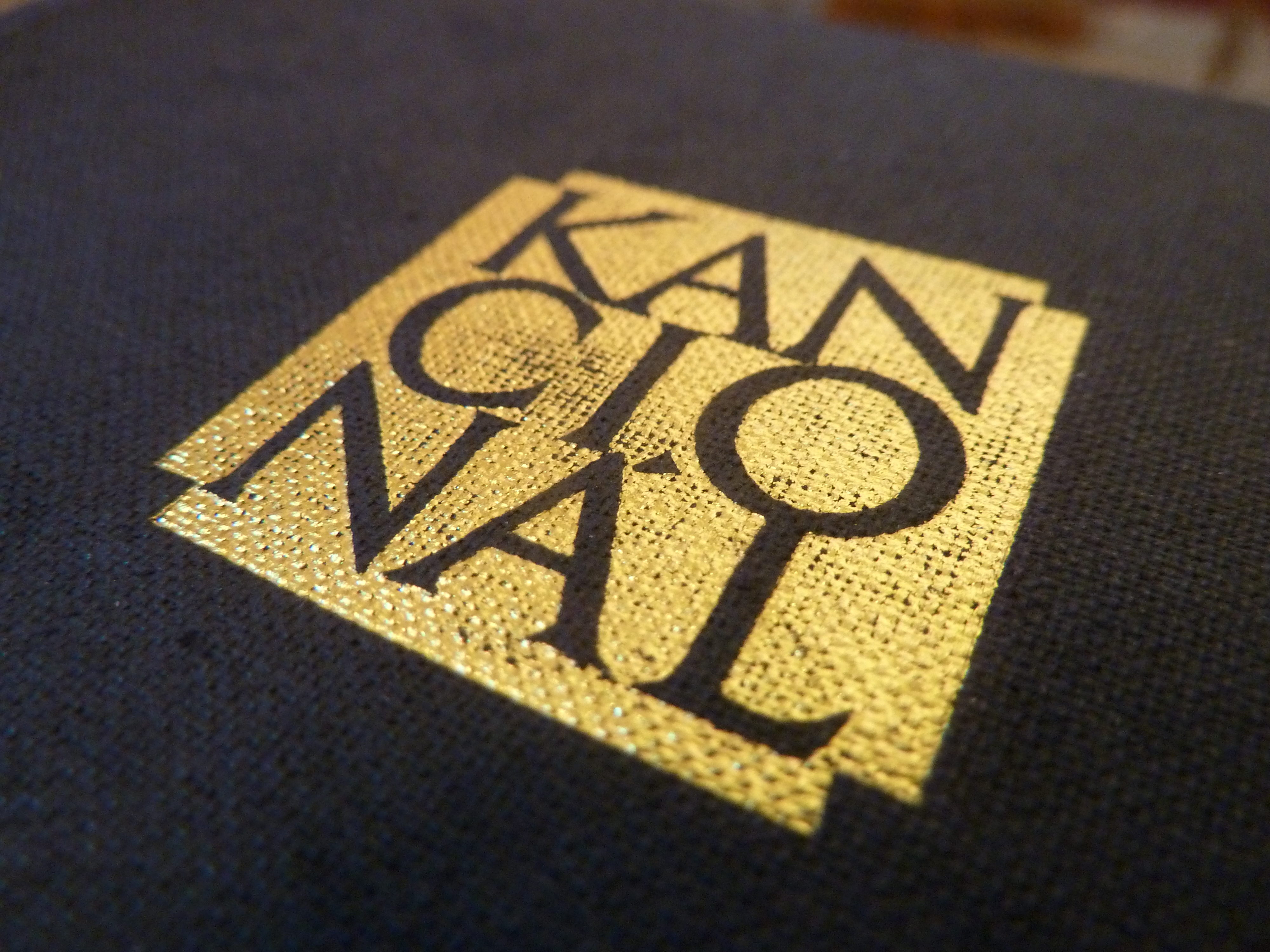
V kancionálu českých a moravských diecézí je píseň zařazena pod číslem 510

Rač yzopem mě pokropit je česká duchovní píseň, svým textem parafrázující latinskou antifonu Asperges me. Autorem nápěvu je Alois Blahoslav, editor nápěvů ke Katolickému kancionálu Tomáše Bečáka z roku 1852. V Jednotném kancionálu je píseň zařazena pod číslem 510.

## Charakteristika a užití
Píseň má dvě sloky, a bývá zpívána, pokud se v úvodu řádné formy římského ritu používá místo klasického úkonu kajícnosti používá kropení svěcenou vodou. V případě mimořádné formy římského ritu je možno ji užít při výkropu kostela svěcenou vodou před začátkem mše.